# جونيوس هندرسون
جونيوس هندرسون (بالإنجليزية: Junius Henderson)‏ هو عالم حيوانات وقاضي ومحامي أمريكي، ولد في 30 أبريل 1865 في مارشالتاون في الولايات المتحدة، وتوفي في 4 نوفمبر 1937.